# Латон (Калифорнија)
Латон (енгл. Laton) насељено је место без административног статуса у америчкој савезној држави Калифорнија.

## Демографија
По попису из 2010. године број становника је 1.824, што је 588 (47,6%) становника више него 2000. године.
| Група             | 2000.       | 2010.         |
| Белци             | 347 (28,1%) | 409 (22,4%)   |
| Афроамериканци    | 5 (0,4%)    | 4 (0,2%)      |
| Азијати           | 8 (0,6%)    | 10 (0,5%)     |
| Хиспаноамериканци | 851 (68,9%) | 1.393 (76,4%) |
| Укупно            | 1.236       | 1.824         |